# Max Christie
Cormac Karl "Max" Christie Jr., né le 10 février 2003 à Arlington Heights en Illinois, est un joueur américain de basket-ball mesurant 1,94 m et évoluant au poste d'arrière.

## Biographie

### Carrière universitaire
Entre 2021 et 2022, il joue pour les Spartans à l'université d'État du Michigan.

### Carrière professionnelle

#### Lakers de Los Angeles (2022-février 2025)
Christie est drafté en 2022 à la 35e position par les Lakers de Los Angeles.
Début juillet 2024, Max Christie signe une prolongation de contrat avec les Lakers d'une durée de 4 ans et d'une valeur totale de 32 millions de dollars.

### Mavericks de Dallas (depuis février 2025)
Début février 2025, Christie est envoyé aux Mavericks de Dallas, en compagnie d'Anthony Davis, dans un échange contre Luka Dončić, Markieff Morris et Maximilian Kleber, pendant que Jalen Hood-Schifino prend la direction du Jazz de l'Utah.

## Statistiques

### Universitaires
| Saison    | Équipe         | Matchs | Titul. | Min./m | % Tir | % 3pts | % LF | Rbds/m. | Pass/m. | Int/m. | Ctr/m. | Pts/m. |
| --------- | -------------- | ------ | ------ | ------ | ----- | ------ | ---- | ------- | ------- | ------ | ------ | ------ |
| 2021-2022 | Michigan State | 35     | 35     | 30,7   | 38,2  | 31,7   | 82,4 | 3,46    | 1,46    | 0,51   | 0,49   | 9,26   |
| Carrière  | Carrière       | 35     | 35     | 30,7   | 38,2  | 31,7   | 82,4 | 3,46    | 1,46    | 0,51   | 0,49   | 9,26   |

### Professionnelles

#### Saison régulière
| Saison    | Équipe      | Matchs | Titul. | Min./m | % Tir | % 3pts | % LF | Rbds/m. | Pass/m. | Int/m. | Ctr/m. | Pts/m. |
| --------- | ----------- | ------ | ------ | ------ | ----- | ------ | ---- | ------- | ------- | ------ | ------ | ------ |
| 2022-2023 | L.A. Lakers | 41     | 3      | 12,5   | 41,5  | 41,9   | 87,5 | 1,83    | 0,51    | 0,22   | 0,17   | 3,12   |
| 2023-2024 | L.A. Lakers | 67     | 7      | 14,1   | 42,7  | 35,6   | 78,3 | 2,12    | 0,90    | 0,30   | 0,25   | 4,24   |
| Carrière  | Carrière    | 108    | 10     | 13,5   | 42,4  | 37,7   | 80,6 | 2,01    | 0,75    | 0,27   | 0,22   | 3,81   |

#### Playoffs
| Saison   | Équipe      | Matchs | Titul. | Min./m | % Tir | % 3pts | % LF | Rbds/m. | Pass/m. | Int/m. | Ctr/m. | Pts/m. |
| -------- | ----------- | ------ | ------ | ------ | ----- | ------ | ---- | ------- | ------- | ------ | ------ | ------ |
| 2023     | L.A. Lakers | 9      | 0      | 3,7    | 50,0  | 25,0   | 50,0 | 0,78    | 0,33    | 0,00   | 0,11   | 1,44   |
| Carrière | Carrière    | 9      | 0      | 3,7    | 50,0  | 25,0   | 50,0 | 0,78    | 0,33    | 0,00   | 0,11   | 1,44   |

## Palmarès
- Vainqueur du NBA In-Season Tournament 2023.
- Big Ten All-Freshman Team (2022)
- McDonald's All-American (2021)
- Jordan Brand Classic (2021)
- Nike Hoop Summit (2021)

## Records sur une rencontre en NBA
Les records personnels de Max Christie en NBA sont les suivants, :
| Type de statistique        | Saison régulière | Saison régulière            | Saison régulière  | Playoffs | Playoffs                   | Playoffs      |
| Type de statistique        | Record           | Adversaire                  | Date              | Record   | Adversaire                 | Date          |
| -------------------------- | ---------------- | --------------------------- | ----------------- | -------- | -------------------------- | ------------- |
| Points                     | 28               | Trail Blazers de Portland   | 2 janvier 2025    | 6        | Warriors de Golden State   | 6 mai 2023    |
| Paniers marqués            | 9                | Trail Blazers de Portland   | 2 janvier 2025    | 3        | Warriors de Golden State   | 6 mai 2023    |
| Paniers tentés             | 16               | Trail Blazers de Portland   | 2 janvier 2025    | 3        | 2 fois                     | 2 fois        |
| Paniers à 3 points réussis | 5                | Trail Blazers de Portland   | 2 janvier 2025    | 1        | Grizzlies de Memphis       | 28 avril 2023 |
| Paniers à 3 points tentés  | 9                | 2 fois                      | 2 fois            | 1        | 4 fois                     | 4 fois        |
| Lancers francs réussis     | 8                | @ Jazz de l'Utah            | 1er décembre 2024 | 2        | @ Warriors de Golden State | 4 mai 2023    |
| Lancers francs tentés      | 10               | @ Jazz de l'Utah            | 1er décembre 2024 | 4        | @ Warriors de Golden State | 4 mai 2023    |
| Rebonds offensifs          | 5                | @ Heat de Miami             | 4 décembre 2024   | 1        | Nuggets de Denver          | 20 mai 2023   |
| Rebonds défensifs          | 9                | Nets de Brooklyn            | 13 novembre 2022  | 3        | Grizzlies de Memphis       | 28 avril 2023 |
| Rebonds totaux             | 9                | Nets de Brooklyn            | 13 novembre 2022  | 3        | Grizzlies de Memphis       | 28 avril 2023 |
| Passes décisives           | 6                | @ Warriors de Golden State  | 22 février 2024   | 2        | Warriors de Golden State   | 6 mai 2023    |
| Interceptions              | 3                | @ Hawks d'Atlanta           | 6 décembre 2024   | -        | -                          | -             |
| Contres                    | 2                | 5 fois                      | 5 fois            | 1        | Grizzlies de Memphis       | 28 avril 2023 |
| Balles perdues             | 4                | @ Timberwolves du Minnesota | 13 décembre 2024  | -        | -                          | -             |
| Minutes jouées             | 37               | @ Timberwolves du Minnesota | 13 décembre 2024  | 9        | @ Warriors de Golden State | 4 mai 2023    |

- Double-double : 0
- Triple-double : 0

Dernière mise à jour : 3 janvier 2025